# Elena Bondar
Elena Bondar (n. 6 noiembrie 1958) este o fostă canotoare română, laureată cu bronz la Moscova 1980.

## Distincții
- Ordinul „Meritul Sportiv” clasa a III-a (15 aprilie 1981) „pentru rezultatele deosebite obținute la Jocurile olimpice de vară de la Moscova — 1980, precum și pentru contribuția adusă la dezvoltarea activității sportive și la creșterea prestigiului sportului românesc pe plan internațional”[6]